# Stephen Sally Kayser
Stephen Sally Kayser (geboren als Stefan Salli Kayser 23. Dezember 1900 in Karlsruhe; gestorben 1988 in Los Angeles) war ein deutschamerikanischer Kunsthistoriker.

## Leben
Stefan Kayser war ein Sohn des Siegbert Kayser und der Mina Hilb. Er besuchte das humanistische Gymnasium in Karlsruhe, wurde 1918 noch in den Ersten Weltkrieg eingezogen, und studierte ab 1919 Kunstgeschichte, Philosophie und Musikwissenschaft in Karlsruhe und in Heidelberg. Er wurde 1922 beim Philosophen Heinrich Rickert in Heidelberg promoviert. Kayser schrieb als Feuilletonist und Theaterkritiker für die Mannheimer Zeitung und gab kunstgeschichtliche Werke heraus. Daneben malte er. 1930 heiratete er die Künstlerin Louise Darmstaedter, sie hatten ein Kind.
Nach der Machtübergabe an die Nationalsozialisten 1933 sahen sich beide gezwungen zu emigrieren und gingen 1935 in die Tschechoslowakei. In Brünn fand er als Nachfolger von Max Deri Beschäftigung an der Masaryk-Volkshochschule. 1938 emigrierten sie in die USA.
Kayser arbeitete an wissenschaftlichen Instituten und Bibliotheken zunächst in New York und dann an der Westküste in Los Angeles. 1943/44 war er als technischer Zeichner in der Kriegsindustrie beschäftigt, 1944 wurde er Professor am San José State College. 1947 kam er wieder nach New York und war bis 1963 Kurator und Ausstellungsleiter am Jewish Museum in New York City und führte unter anderem Ausstellungen von Maria Piechotka, Maurycy Gottlieb, Max Band, Irving Kriesberg und Yehoshua Kovarsky durch. Daneben fungierte er als Associate Professor für jüdische Kunst am Jewish Theological Seminary (JTS) in New York. Kayser ging 1963 wieder nach Los Angeles an die University of Judaism (AJU) und war von 1966 bis 1970 Visiting Professor und danach bis 1976 Lecturer an der University of California, Los Angeles (UCLA).

## Schriften (Auswahl)
- mit Guido Schoenberger (Hrsg.): Jewish ceremonial art; a guide to the appreciation of the art objects used in synagogue and home, principally from the collections of the Jewish Theological Seminary of America. Philadelphia, 1955
- The Book of Books in art, a selection of Biblical paintings and sculptures; five centuries of Western civilization. New York, Shengold Publishers, 1956
- The shapes of time : oral history transcript. Interview Sybil D Hast. University of California, Los Angeles. Oral History Program. 1987
  - Fluchtlinien. Interview von Sybil D. Hast; übersetzt und herausgegeben von Petra Weckel. Geleitwort Guy Stern. Berlin : Verlag für Berlin-Brandenburg, 2016 ISBN 978-3-945256-57-2, Inhaltsverzeichnis
- Ausstellungskataloge